# Chaetopsylla floridensis
Chaetopsylla floridensis är en loppart som först beskrevs av I.Fox 1939.  Chaetopsylla floridensis ingår i släktet Chaetopsylla och familjen grävlingloppor. Inga underarter finns listade i Catalogue of Life.